# Absolutismus

Portrét francouzského krále Ludvíka XIV. od Hyacinta Rigauda (ca 1700). Vladař je představen s odznaky svého majestátu v póze, která má kořeny už v antice. Obraz se stal příkladem pro panovnické portréty v celé Evropě.

Absolutismus (z lat. absolutus – úplný, osvobozený, neomezený; absolvere – osvobodit, uvolnit, dokončit, ale také splatit) je historiografický termín označující formu vlády tradičně charakterizovanou ústředním postavením panovníka, hospodářským a politickým centralismem, důležitostí armády a správního aparátu, existencí dvora a státní církve. Časově je pojem absolutismus používán pro období od poloviny 17. století (někdy konce 16. století) do Francouzské revoluce. Termín také dříve označoval celé dějinné období, v 90. letech 20. století byl však převrstven označením raný novověk v souvislosti se zásadním zpochybněním výpovědní hodnoty pojmu. Zpočátku sloužil absolutismus i jako synonymum pro absolutní monarchii.[zdroj⁠?!]
V současnosti je absolutismus v historiografii chápán spíše jako tendence směřující k výše charakterizovanému stavu, která však nikdy nebyla uplatněna v úplnosti.

## Dějiny pojmu
Termín absolutismus vznikl v německé pozitivistické historiografii v 2. polovině 19. století. Jeho původcem byl známý historik Leopold von Ranke. O větší rozšíření pojmu se postaral ekonom a státovědec Wilhelm Roscher, který také pojem blíže vymezil a vytvořil první periodizaci absolutismu (konfesijní, dvorský, osvícenský). Obsah termínu se během 20. století několikrát posunul, na sklonku 80. let došlo k jeho významnému zrelativizování. Bylo namítáno, že nebyly nikde úplně naplněny jeho základní znaky (např. v habsburských zemích si i přes centralizační úsilí vždy jednotlivé země uchovaly značné správní odlišnosti). Za termínem se tedy neskrývala žádná historická skutečnost. Proto je dnes spíše přijímána dynamická definice pojmu absolutismus, která ho charakterizuje jako soubor tendencí směřujících k ideálnímu absolutistickému státu.
Mnozí však namítali a stále namítají, že absolutismus nikdy neexistoval, že se vlastně jednalo jen o pozdější přenesení kulturních vzorců nejprve z Itálie, potom z Francie, do jiných zemí (Fernand Braudel).
V české historiografii, marxistické zvláště, byl pojem absolutismus vymezen značně negativně. Toto vyznění bylo prohloubeno tradičním kontrastním vymezením předbělohorské a pobělohorské doby, které má počátek už v 19. století. Do devadesátých let, kdy české dějepisectví začalo vnímat západoevropskou diskuzi o obsahu termínu, byl absolutismus vnímán převážně jako právněhistorický pojem.

## Hlavní znaky

### Byrokracie
Panovník soustřeďoval do svých rukou veškerou moc, kterou potom často delegoval na svého prvního ministra (Richelieu, Mazarin, v habsburském soustátí např. Lobkovic, Vratislav z Mitrovic, Haugwitz, Kounic). Hierarchizovaný byrokratický systém úřadů byl co možná nejvíce centralizován, panovník usiloval o zmenšení moci stavů i měst, o sjednocení právního, politického i hospodářského systému na ovládaných územích. Výrazná byla snaha o omezení různých privilegií jak osob, tak institucí, která byla v rozporu s úsilím o centralizaci státu. Do vysokých úřadů se často dostávali představitelé měšťanských rodin a nižší šlechty, kteří nepředstavovali mocenskou opozici proti panovníkovi (tzv. šlechta talárů).

### Armáda
Jedním z projevů uplatňování absolutistických tendencí bylo vytváření armády, stálého vojska, které zajišťovalo panovníkovi mocenské postavení na mezinárodní scéně. Do té doby byla vojska svolávána jen v případě války. Panovníci největších evropských států vydržovali stálé armády v počtu několika set tisíc mužů.

### Merkantilismus
Merkantilismus byl charakterizován snahou o centrální řízení hospodářství, o sjednocení měny, měr a vah a odstranění obchodních překážek v rámci státu, o podporu rozvoje cest a dopravy. V mezinárodním obchodě usiloval o dosažení aktivní obchodní bilance prostřednictví systému cel, který měl zamezit dovozu výrobků a vývozu drahých kovů. Export a domácí výroba byly naopak podporovány státem.

### Dvorská kultura
Nejvýznamnější aristokraté se v centralizovaném státě shromažďovali u dvora, který byl i mocenským a kulturním středem státu. Přítomnost v blízkosti panovníka zajišťovala dvořanům přístup k úřadům, panovníkovi naopak pomáhala eliminovat jejich vzbouřenecký potenciál, který by mohl vzniknout v regionech. Ke dvoru byli také vázáni mnozí umělci a intelektuálové. Dvůr pomáhal vytvořit obraz panovníka jako mocného vladaře jak dovnitř státu, který ztělesňoval, tak i navenek, kde měl budit respekt ostatních vládců.

### Státní církev
Potenciální odpor církve si panovník pojišťoval jejím začleněním do státního aparátu. Nejvýraznější byla tato situace v protestantských zemích (např. Dánsko), výrazně se projevovala i v katolických zemích (gallikanismus ve Francii), kde panovník zasahoval do jmenování biskupů, nebo do zveřejňování papežských prohlášení a encyklik.

## Konfesijní absolutismus
Termín používaný pro vystižení mocenské situace v některých evropských zemích v období od druhé poloviny 16. století do vypuknutí třicetileté války. Charakteristickým rysem byl růst napětí mezi reformačními církvemi a katolíky poté, co se na tridentském koncilu nepodařilo dosáhnout obnovení jednoty církve a uplatnila se zásada „čí země, toho náboženství“. Častým důsledkem byly náboženské války, které ve spojení s politickými ambicemi jednotlivých mocností vyústily posléze v třicetiletou válku.
Příkladem uplatňování konfesijního absolutismu může být vláda Filipa II. ve Španělsku nebo Ferdinanda II. ve Štýrsku a později v habsburském soustátí.

## Dvorský absolutismus
Je formou uplatňování absolutismu, kdy ve státě hraje ústřední roli panovnický dvůr. Klasickým případem je Francie v době Ludvíka XIV. Ve středoevropském prostředí bývá jako dvorský absolutismus označováno panování Leopolda I., případně Karla VI.

## Osvícenský absolutismus
Osvícenský monarcha vydržuje dvůr pouze v nejnutnější, okleštěné podobě. Omezuje vliv církve i šlechty. Stát je výrazně byrokratizovaný a panovník se označuje za jeho prvního služebníka. Modelem uplatňování osvícenského absolutismu bylo Prusko krále Friedricha II. nebo Rakousko Marie Terezie a Josefa II.

## Absolutismus v českých zemích

### Nástup absolutismu
Po porážce druhého stavovského povstání vládli opět České koruně Habsburkové, kteří svého vítězství využili k nastolení absolutistického režimu v těchto zemích. I když k vytvoření plně centralizované habsburské monarchie s vnitřně pevným absolutistickým režimem okamžitě nedošlo. Lokální stavovská rebelie následně přerostla v celoevropský válečný konflikt, v prostředí válečného běsnění nebylo možné si počínat tak, jak tomu bylo za vlády Ferdinanda II. v červnu 1621, kdy byli na Staroměstském náměstí popraveni hlavní aktéři povstání. Panovník musel brát ohled i na katolickou šlechtu, která si ještě do vlády Marie Terezie ponechala jistý politický vliv. V našich zemích se sociálně ekonomické podmínky pro absolutní monarchii vytvořily teprve dodatečně v průběhu posledních desetiletí 17. století a během 18. století. Teprve tehdy se absolutismus v Čechách a na Moravě vnitřně upevnil, jelikož se stal adekvátní společenské struktuře.
K nástupu absolutistického zřízení v České koruně tedy nedochází v důsledku vnitřního vývoje na rozdíl od západních evropských zemí, ale je zaveden jako součást promyšleného vojenského, politického a hospodářského ovládnutí země. Nastupující režim byl ztělesňován národnostně cizí dynastií, která začlenila český stát do vznikající mnohonárodnostní habsburské monarchie a využívala jej ke svým vlastním zájmům, které byly českému národu cizí. Nové poměry byly právně zakotveny v Obnoveném zřízení zemském v roce 1627 vydaném pro Čechy a v následujícím roce v identickém znění pro Moravu.

### Upevňování a projevy absolutismu
Ferdinand II. rozsáhlými konfiskacemi majetku šlechty zlikvidoval politickou moc našeho státu. Mohutná politická emigrace znamenala těžké kulturní ztráty pro České království. Dlouhá třicetiletá válka vedla ke zbídačení měst a venkovského obyvatelstva. Městské ekonomice chyběl dostatek oběživa, což bylo způsobeno zvláště obrovským berním zatížením, které odsávalo značné finanční částky ze země a oslabovalo hotový kapitál, bez něhož nebylo možno investovat a zajistit vzestup řemesla a obchodu. V důsledku válečných událostí, hladu a epidemií se podstatně snížil počet poddaných, kteří nebyli nadále schopni unést vysoké nároky svých vrchností. Nedostatku pracovních sil bylo čeleno procesem, který se dnes nazývá druhé znevolnění. Následující se zhoršující neutěšené postavení poddaných vedlo k jejich častým vzpourám.
Bělohorskou porážkou tedy definitivně skončil svou existenci stavovský stát a v českých zemích došlo k nástupu absolutistického režimu, i když ještě ne plně zformovaného a dobudovaného. Především se změnilo postavení panovníka. Obnovené zřízení zakotvovalo dědičné nástupnictví českého trůnu v rodě habsburském, což znamenalo, že bylo zrušeno právo stavů volit panovníka, jestliže nastupoval z vládnoucí dynastie. Panovníkovi náležela mimo jiné nejvyšší moc soudní, výhradní právo zákonodárné (ius legis ferendae) a moc správní (organizace úřadů).
Došlo ke zrušení náboženské svobody, neboť katolictví se prakticky stalo jediným státním náboženstvím. Katolická církev byla ideově i společensky oporou habsburského absolutistického zřízení. V Čechách se také opět obnovil duchovní stav, který začal zasedat na českém zemském sněmu.
Celkem klesl počet šlechtických rodin v českých zemích, bohatí příslušníci rytířstva vymizeli úplně. Šlechtický majetek soustředil se v rukou několika předních panských rodin.

### Právo
Změnila se i forma, ve které se nalézalo právo. Mizí právo obyčejové a nadále existuje jen právo psané a právě taková změna vyhovovala potřebám panovníka. Ze starého stavovského práva mělo nadále platit jen to, co nebylo v rozporu s Obnovenými zřízeními zemskými. Obyčeje však nelze podrobit panovníkově revizi, proto nezbývalo, než je zakázat, stejně jako obecnou závaznost soudních nálezů.
S růstem centralistických snah sílí také snahy o unifikaci práva, absolutistickým obdobím dochází v českých zemích k rozsáhlé kodifikaci všech právních oblastí. Je to totiž jediná možná forma jak nahradit místní právní systémy, zrušit lokální privilegia a výsady.
Také Ferdinand mohl své vítězství využít k plnému omezení práv měšťanského stavu. Nadále královským městům na sněmu v Čechách i na Moravě náležel kolektivně jen jeden hlas, kdežto každý jednotlivý zástupce vyšších stavů měl také jeden hlas. Později byla jen tři pražská města uznána za plně oprávněné členy sněmu, kteří se mohou účastnit celého sněmovního jednání, kdežto ostatní městům bylo ponecháno pouze právo vyslechnout sněmovní propozice. Účast měst na zemském sněmu tak byla ryze formální. Právo nabývat zemskodeskovní statky si v Čechách podrželo jen několik nejvýznamnějších měst.
Na rozdíl od práva zemského městské právo zůstává beze změn. Postrádalo totiž normy politického charakteru a navíc Koldínův zákoník byl natolik prodchnut římskoprávními zásadami, že vcelku vyhovoval nejen změněným podmínkám politickým, ale i vývoji ekonomiky, která však v českých městech dlouho stagnovala. O vyspělosti městského práva svědčí skutečnost, že bylo povýšeno na podpůrný pramen šlechtického práva zemského. Přesto změna šlechtického procesu ovlivnila i městské právo, kde také postupně převládlo písemné řízení. Uzákoněno to bylo instrukcemi z let 1641 a 1644. Apelační soud měl dohlížet, aby toto bylo dodržováno. Městům na Moravě byl konečně vnucen Koldínův zákoník a byla zde plně prosazena kompetence pražské apelační komory, roku 1697 císař Leopold I. zakázal všem moravským městům obracet se o poučení někam jinam než k apelačnímu soudu. Apelační tribunál, původně nástroj královského dozoru nad městy, se v následujících letech postupně přeměnil ve všeobecnou odvolací instanci druhého stupně.
Narostl pak autoritativní vliv dvorských úřadů ve Vídni, zejména tajné rady a dvorské komory, a také české dvorské kanceláře, která byl přemístěna do Vídně. Stala se nejvyšším orgánem správy a zároveň nejvyšším soudem všech zemí českého státu. Stala se také revizní stolicí pro rozsudky apelačního soudu. Kompetence komorního soudu v otázce revize tedy přešla na českou dvorskou kancelář. Došlo k rozsáhlé byrokratizaci státního aparátu včetně apelačního soudu, kde se všichni radové bez rozdílu museli povinně složit přijímací zkoušku z práva.
Další změnou bylo zavedení písemného procesu. Celý průběh soudního řízení je písemný, od podání žaloby, výslechu svědků, stran, až po rozsudek, přesně podle zásady – co není ve spisech, neexistuje. Dokonce soudci nejsou povinni sami vyslýchat obžalovaného a rozhodují na základě písemného záznamu o jeho výslechu. Tak je také znemožněna kontrola průběhu soudního řízení feudální veřejností. Vedle dosavadního principu obžalovacího v trestním řízení se začíná prosazovat zásada inkviziční, která v následujícím 18. století plně převládla.
Byl započat proces postupné germanizace, jejímž základem se stalo zakotvení v Obnoveném zřízení rovnoprávnosti němčiny s češtinou, což nakonec vedlo k výhradnímu panství němčiny jako úředního jazyka. V 18. století zůstala čeština v ústředních státních úřadech zachována jen při slavnostních ceremoniálech a česky byly vydávány překlady autentického znění všech právních předpisů.
I když porážka protihabsburského povstání znamenala zánik stavovského státu, přesto v nově nastupujícím absolutistickém režimu zůstal na dlouhou dobu zachován stavovský princip personality práva. Dle této zásady pro jednotlivé skupiny obyvatel odlišující se svými politickým a právním postavením platila různá práva a také rozdílná příslušnost k jednotlivým soudů. Absolutistickému zřízení vyhovovalo hierarchické uspořádání feudální společnosti. Každý příslušník této struktury společnosti byl zároveň vrchností směrem dolů a poddaným směrem nahoru. Tyto skutečnosti se v právním řádu nejvýrazněji promítly do struktury soudní organizace, která odpovídala právním rozdílům mezi jednotlivými společenskými skupinami. Proto se také udržela až do reformy soudnictví v době osvícenského absolutismu.